# Nectandra brochidodroma
Nectandra brochidodroma es una especie de planta con flor en la familia de las Lauraceae. 
Es endémica de Perú. Está amenazada por pérdida de hábitat. Especie arbórea de poca altura, conocida solo en el "Parque Nacional Manu"; sería una especie sucesional; y sus ejemplares estériles podrían confundirse con especies del género Pleurothyrium, dificultando evaluación y conservación de esta especie.

## Fuente
- World Conservation Monitoring Centre 1998. Nectandra brochidodroma. 2006 IUCN Lista Roja de Especies Amenazadas; bajado 22 de agosto de 2007

- Datos: Q1334014